# ТВ Палма плус
ТВ Палма Плус је српска телевизијска станица са седиштем у Јагодини. Основана је у јулу 1997. године. После периода свог оснивања ТВ Палма плус је постала препознатљива по информативним емисијама И би дан, Око и Политикон у којима су гостовали политичари из скоро свих политичких странака тога времена. У емисији Политикон гостовали су скоро сви лидери политичких странака у Србији, осим Слободана Милошевића и Мире Марковић (ЈУЛ).

## Емисије
- И би дан (Дневник);
- Око (Вести);
- Политикон;
- Ни по бабу ни по стричевима;
- Огњиште;
- Питања и одговори;
- Мале питалице;
- Процес;
- Свет забаве